# Mitropolia Bucovinei

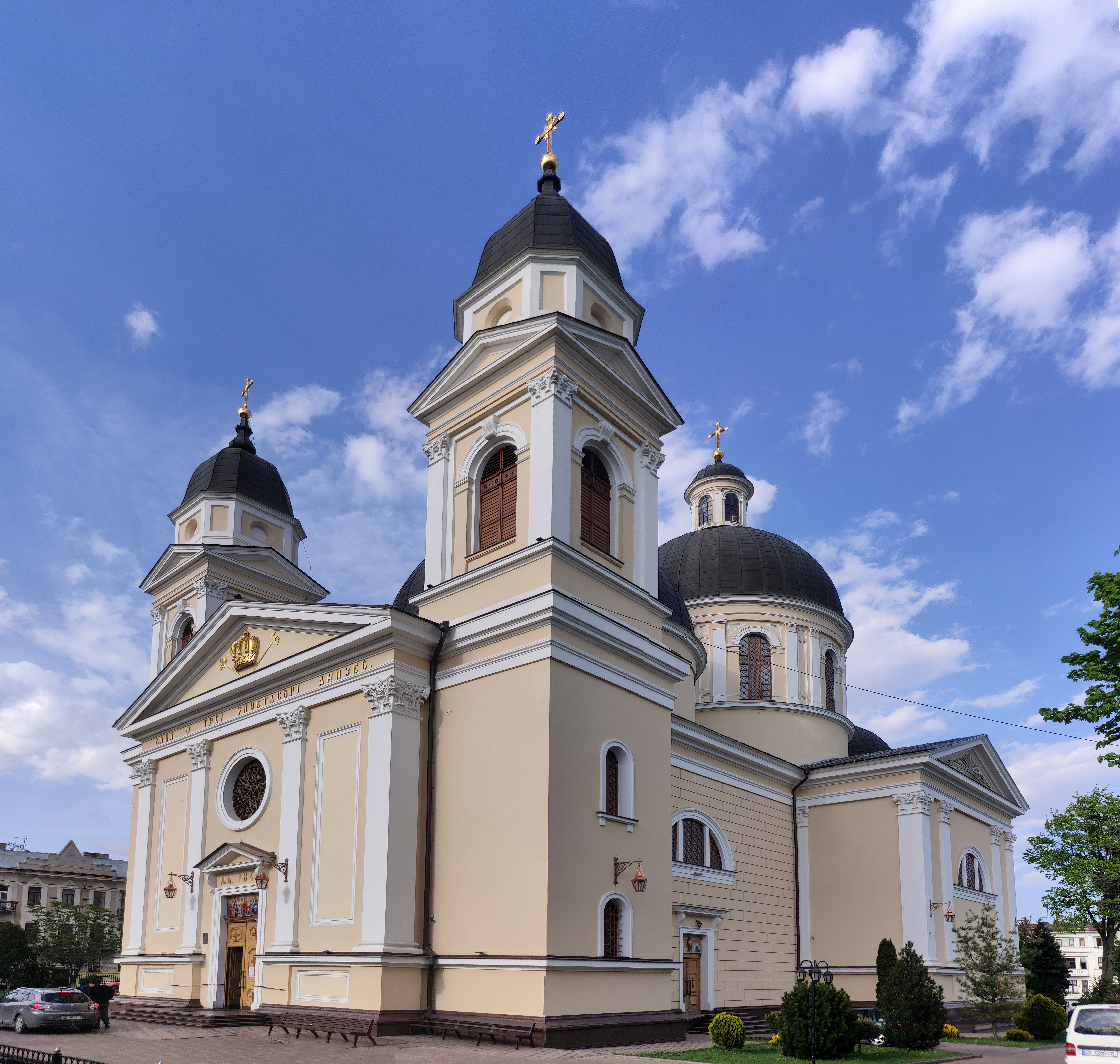
Catedrala Pogorârea Sfântului Duh din Cernăuți, construită între 1844-1864.

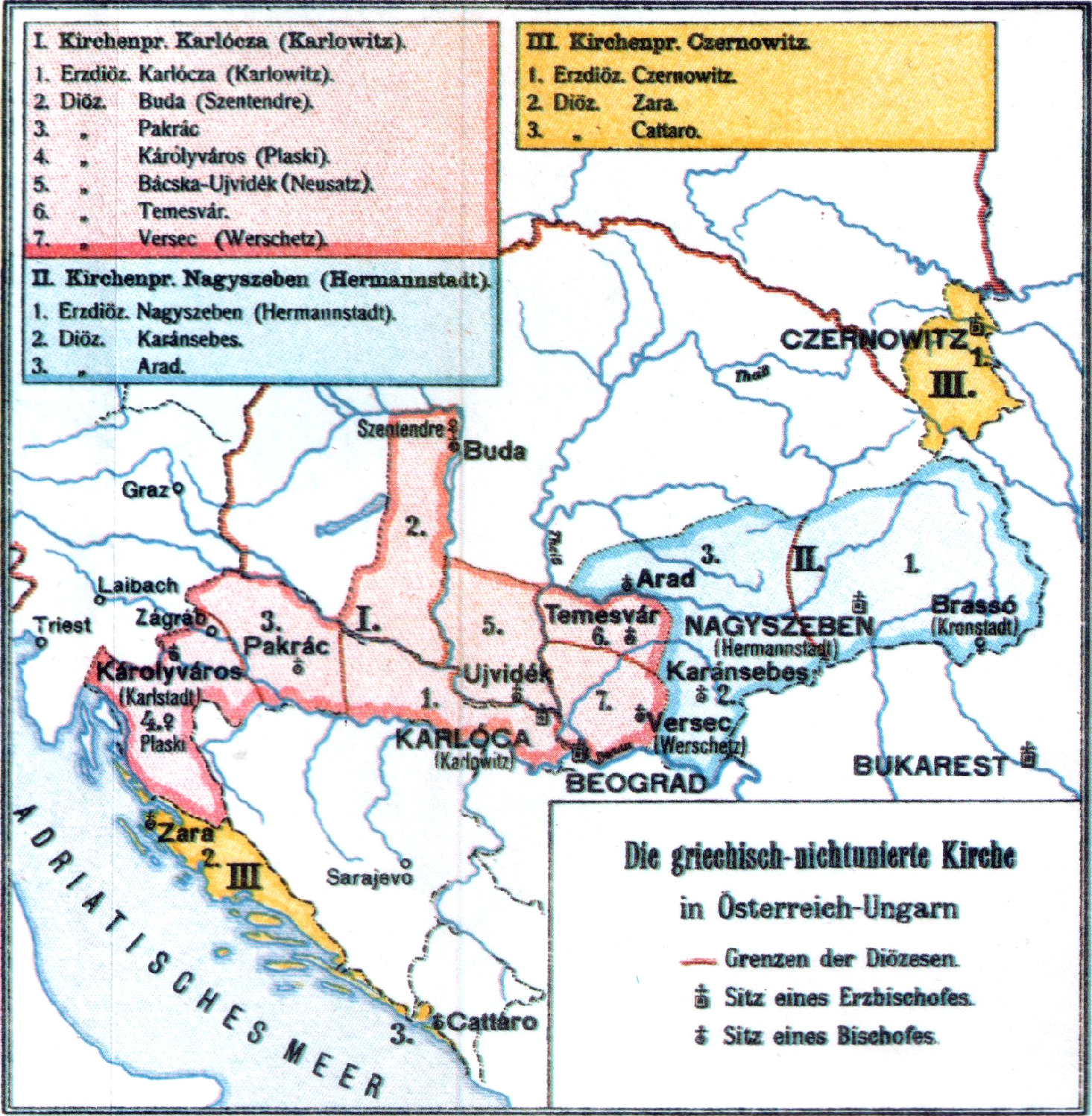
Mitropolia Bucovinei şi Dalmaţiei (cu galben), una din cele trei provincii ecleziastice ortodoxe din Imperiul Austro-Ungar

Mitropolia Bucovinei, inițial Mitropolia Bucovinei și Dalmației, cu sediul la Cernăuți, a fost înființată la 23 ianuarie 1873, prin ridicarea Episcopiei de Cernăuți la rang de arhiepiscopie. Sediul episcopal fusese mutat de la Rădăuți la Cernăuți în anul 1781.
Primul arhiepiscop-mitropolit de Cernăuți a fost Eugenie Hacman, urmat de Teofil Bendela.
Șematismul Arhiepiscopiei Greco-Orientale a Cernăuților menționează pentru anul 1874 un număr de 407.949 de credincioși, 285 de biserici și 269 de preoți încadrați.
Jurisdicția arhiepiscopului de Cernăuți se întindea asupra întregului teritoriu al Ducatului Bucovinei și, nominal, asupra teritoriului Regatului Galiției și Lodomeriei. Tot arhiepiscopului de Cernăuți îi erau subordonate începând cu anul 1883 două parohii ortodoxe din Viena: Biserica Sf. Treime și Biserica Sf. Gheorghe, respectiv parohia ortodoxă din Praga.
De la ridicarea Episcopiei de Cernăuți la rang de arhiepiscopie, în anul 1873, arhiepiscopului-mitropolit de Cernăuți i-au fost subordonate ca episcopii sufragane episcopiile de Zadar și Kotor în Dalmația.

## Istoric

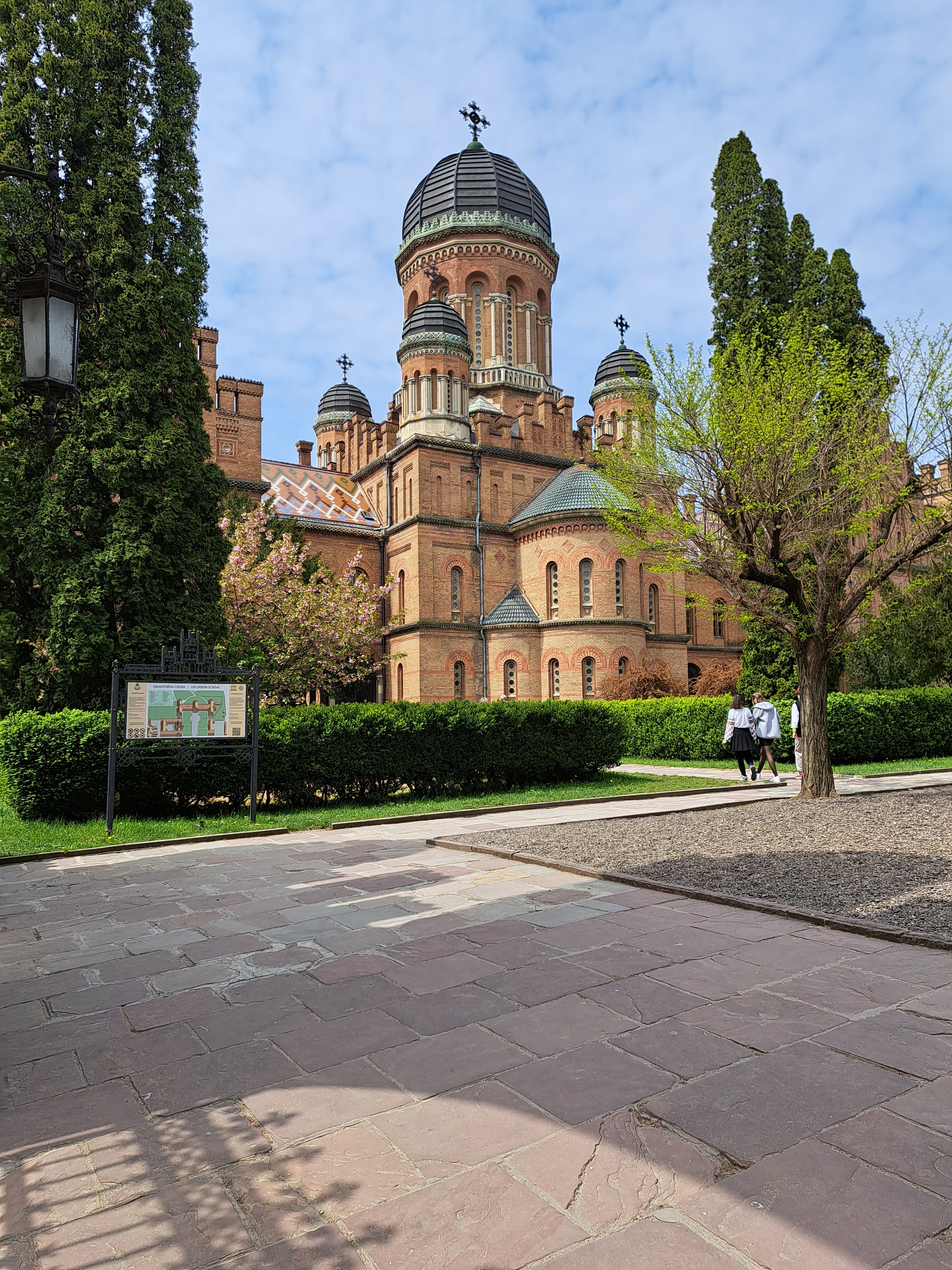
Biserica Sfinții Trei Ierarhi din Cernăuți, unde a fost reședința Mitropolitului Bucovinei în perioada interbelică

După Primul Război Mondial orașul Cernăuți a devenit parte a Regatului României, iar Mitropolia Bucovinei s-a integrat în Biserica Ortodoxă Română. Totodată și-a pierdut jurisdicția asupra episcopiilor sufragane din Dalmația și a primt episcopia Hotinului din Basarabia și episcopia Maramureșului. 
După al Doilea Război Mondial municipiul Cernăuți a devenit parte a URSS, iar Mitropolia Bucovinei a încetat să mai existe. Mitropoliei Bucovinei i s-a dat titulatura de Arhiepiscopia Sucevei și Maramureșului. La 26 februarie 1950, când a fost modificat Statutul pentru organizarea și funcționarea Bisericii Ortodoxe Române, Arhiepiscopia Sucevei a trecut sub jurisdicția arhiepiscopului-mitropolit de Iași, iar Mitropolia Moldovei 
(ca parte a BOR) și-a luat titulatura de Mitropolia Moldovei și Sucevei; Episcopia Maramureșului a fost transferată Mitropoliei Ardealului. În iunie 1944 Patriarhia de la Moscova a decis să treacă sub ascultarea sa Biserica Ortodoxă din Nordul Bucovinei, fiind inițial coborâtă la gradul de protoierie. La 25 februarie 1945 a fost numit primul ierarh cu titlul de Episcop al Cernăuților și Bucovinei.